# Владимир Лазаров
Владимир Лазаров е български учен, професор, специалист в областта на „Високопроизводителни компютърни архитектури".

## Биография
Владимир Димитров Лазаров е роден на 6 октомври 1942 г. в София. През 1968 г. завършва Машинно-електротехническия институт в София специалност „Електроника" със специализация „Електронно-изчислителни машини".
След дипломирането си започва да работи като инженер в Централния институт по изчислителна техника (ЦИИТ) в София. По-късно печели конкурс за научен сътрудник. През 1974 г. защитава дисертация в Електротехническия университет в Ленинград.
След това продължава да работи в ЦИИТ до 1991 г. като последователно заема длъжностите ръководител секция „Процесори", ръководител направление и директор „Големи изчислителни машини", заместник главен директор на института и получава званието старши научен сътрудник II степен. През 80-те години той е ръководител на екип проектирал българския суперкомпютър ИЗОТ 1014/ЕС 2709 с производителност 100 милиона операции в секунда. Тогава изчислителната машина е закупена от Института по космически изследвания на АН на СССР и на нея се извършва компютърно моделиране на траекториите на космическите сонди Вега 1 и Вега 2.
От 1987 г. до 2011 г. работи в Институтa за паралелна обработка на информацията към БАН, където е заместник ръководител на лаборатория „Високопроизводителни системи и алгоритми за паралелна обработка", ръководител секция „Високопроизводителни компютърни архитектури" и заместник директор на института. Като главен конструктор на „Изот 1014 - ЕС 2709" Лазаров е поканен да изнесе пленарен доклад на японско-американска конференция в Хонолулу през лятото на 1989 г.
От 1997 г. започва редовна преподавателска дейност като извънреден професор във филиала на Техническия университет в Пловдив. От 2000 г. води лекции в НБУ. От 2011 г. работи в Европейския политехнически университет, където последователно е ръководител програма „Приложна информатика“, избран е за професор, ръководител катедра „Приложна информатика и комуникационни технологии“ и заместник ректор по научните изследвания и международното сътрудничество.
Проф. Лазаров има 73 научни публикации и доклади в наши и чуждестранни научни списания и конференции, 7 научни книги и монографии, 7 авторски свидетелства и патенти.

## Награди
- Орден Червено знаме